# Gia Lewis-Smallwood
Gia Lewis-Smallwood (née le 1er avril 1979 à Champaign) est une athlète américaine, spécialiste du lancer du disque.

## Palmarès

### International
| Date | Compétition           | Lieu             | Résultat | Marque  |
| ---- | --------------------- | ---------------- | -------- | ------- |
| 2013 | Championnats du monde | Moscou           | 5e       | 64,23 m |
| 2013 | Ligue de diamant      | Ligue de diamant | 2e       | détails |
| 2014 | DécaNation            | Angers           | 1re      | 69,17 m |
| 2014 | Coupe continentale    | Marrakech        | 1re      | 64,55 m |
| 2014 | Ligue de diamant      | Ligue de diamant | 2e       | détails |
| 2015 | Jeux panaméricains    | Toronto          | 3e       | 61,26 m |
| 2015 | Championnats du monde | Pékin            | 11e      | 60,55 m |
| 2018 | Ligue de diamant      | Ligue de diamant | 5e       | 59,28 m |

### National
- Championnats des États-Unis d'athlétisme :
  - vainqueur en 2013, 2014, 2015 et 2017

## Records
| Épreuve          | Performance | Lieu        | Date         |
| ---------------- | ----------- | ----------- | ------------ |
| Lancer du disque | 69,17 m     | Angers (RN) | 30 août 2014 |